# Gogliardo Fiaschi
Gogliardo Fiaschi (Carrara, 21 agosto 1930 – Carrara, 29 luglio 2000) è stato un anarchico e partigiano italiano.

## Biografia
Carrarese, partecipò giovanissimo alla resistenza contro i nazifascisti, appena tredicenne (ma avendone dichiarato 15 di anni ai compagni) nella formazione anarchica "Gino Lucetti" operante sulle Alpi Apuane, poi con la brigata Costignano (divisione Modena).
Nel 1956, dopo aver conosciuto al circolo “Pietro Gori” José Luis Facerías e Luís Augustín Vincente decise di partire per la Spagna per continuare la lotta antifranchista.
Goglia' (così era chiamato negli ambienti anarchici) si unì agli anarchici della Catalogna e si trasferì in Francia al confine con la Spagna. Nel 1957 entrò in Spagna insieme a Francesc Sabaté Llopart, noto come El Quico, e José Luís Facerías con l'intento di attentare alla vita del generalissimo Francisco Franco. L'attentato fallì per un tradimento interno e Fiaschi fu condannato a 20 anni di reclusione, scontati in parte in varie prigioni spagnole. Fiaschi trascorse circa otto nelle carceri in Spagna e nel 1965, su richiesta del governo italiano, venne estradato con l'accusa di aver rapinato una banca a Casale Monferrato, fatto avvenuto il 15 gennaio 1957. Il 12 aprile 1960, Gogliardo non ottiene risultati dalla richiesta di revisione del processo. Inizialmente è detenuto nel carcere di Lucca ed in seguito è trasferito ala carcere di Lecce e quindi a Portolongone, dove viene posto in isolamento per 13 mesi.
Viene liberato il 30 marzo 1974. Uscito, torna nella sua Carrara e apre il Circolo Culturale Anarchico, che diventa ben presto un punto di riferimento per tutto il movimento. È uno dei promotori della lotta di indirizzo ambientalista per la chiusura della fabbrica di pesticidi Farmoplant esistente presso Avenza all'interno della Zona Industriale Apuana. È inoltre fra gli organizzatori dell'occupazione del Germinal, sede storica degli anarchici ottenuta dopo la Resistenza,
contro lo sfratto imposto per motivi di speculazione edilizia sull'edificio e, soprattutto, è l'ideatore e il promotore della Biblioteca Archivio Germinal
La raccolta di manifesti e il fondo librario sono conservati presso la Biblioteca Archivio Germinal.
È deceduto il 29 luglio 2000 nella sua città natale, dove riposa nel cimitero di Turigliano, a cento anni precisi dopo l'attentato fatto da Gaetano Bresci.